# C'est la vie 2.5 資源回收
《C'est la vie 2.5 資源回收》是在自然捲的第三張專輯，於2006年12月7日發行。這張專輯是在前主唱娃娃退團之後，讓許多人覺得自然捲已經實質上的解散，但奇哥發行了這張專輯，消弭了傳言。
而此張專輯內的歌曲，大部分都是奇哥舊有的創作，因此這次特別一次收集起來，再找來熊寶貝的主唱－餅乾、濁水溪公社－小柯、創作型歌手韓老爹等幫忙之下，完成了這一次的資源回收工作。
雖然娃娃+奇哥的組合已不復再，但是奇哥以這張專輯告訴了大家他對音樂的堅持是永不改變的。

## 曲目
1. A.I
  - 作詞：Atomix Dojam　作曲：奇哥
  - 演唱者：Atomix Dojam
2. 水開了沒
  - 作詞：奇哥　作曲：奇哥
3. 風和日麗
  - 作詞：奇哥　作曲：奇哥
  - 為男生版
4. 地球嚇了一跳
  - 作詞：奇哥　作曲：奇哥
  - 演唱者：餅乾（熊寶貝主唱）
5. Wake up
  - 作詞：奇哥　作曲：奇哥
6. 低著頭
  - 作詞：奇哥　作曲：奇哥
  - 演唱者：韓老爹
7. 美人魚頭
  - 作詞：奇哥　作曲：奇哥
8. 蘑菇之歌
  - 作詞：奇哥　作曲：奇哥
9. 你的命
  - 作詞：奇哥　作曲：奇哥
  - 演唱者：小柯（濁水溪公社）
10. 三十歲以後
  - 作詞：奇哥　作曲：奇哥
  - 現場版